# Kerynitiska hinden

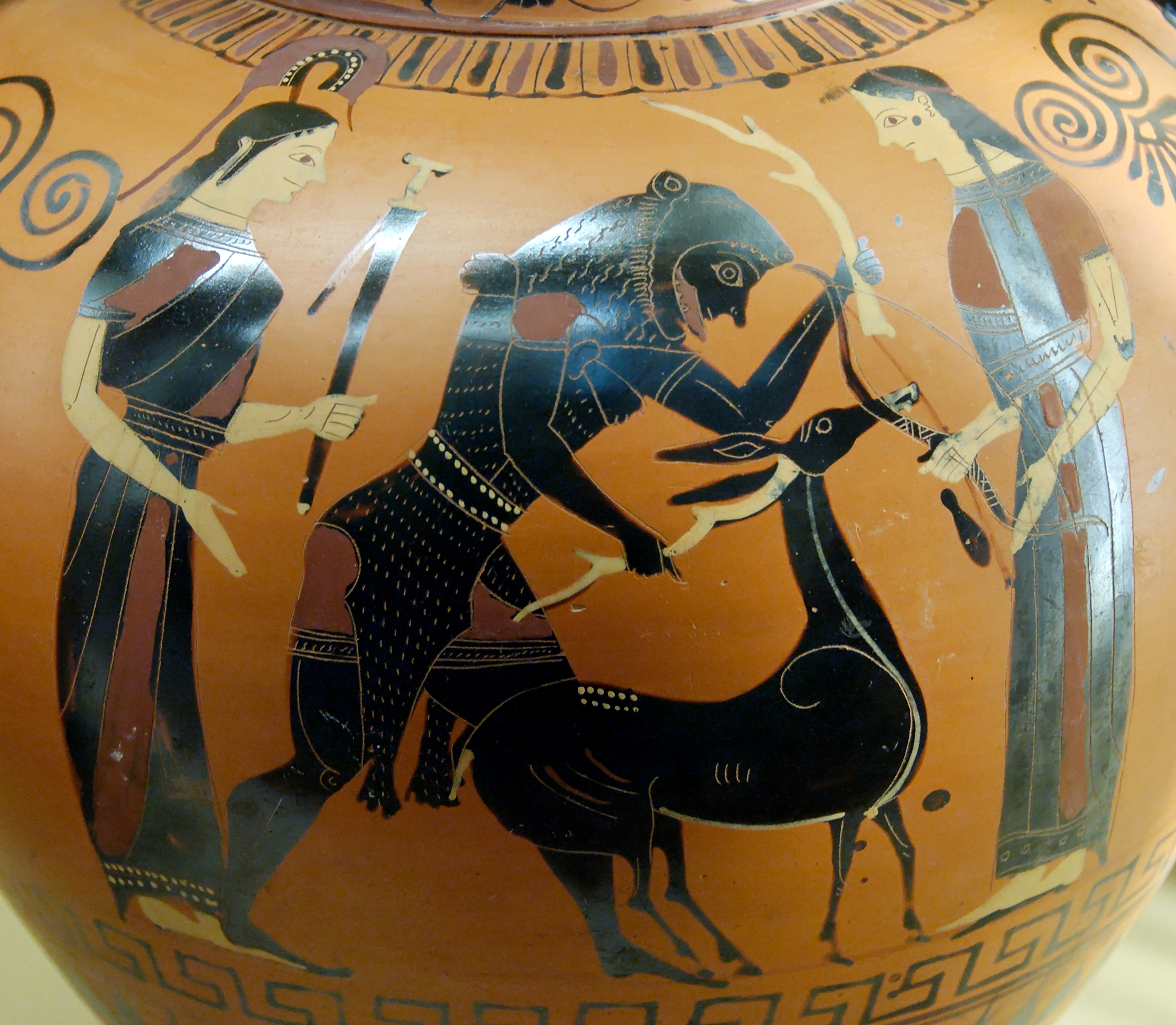
En amfora från 540–530 f.Kr. där Herakles ses fånga den kerynitiska hinden inför Athena (t.v.) och Artemis (t.h.)

Den kerynitiska hinden (grekiska: Κερυνίτιδα Έλαφος) var i grekisk mytologi en stor hind som levde i Keryneia. Den tillhörde jaktgudinnan Artemis, hade gyllene horn och kunde springa snabbare än en skjuten pil. Att fånga den kerynitiska hinden var ett av Herakles' tolv stordåd. Efter att ha fångat hinden lyckades han övertala Artemis och hennes bror Apollon att rikta sin vrede mot Eurystheus, som var den som hade beordrat stordådet, istället för mot honom själv.
Myten återges bland annat i verket Bibliotheke från första eller andra århundradet efter Kristus. Den berättas i Pindaros' ode "Olympia 3", men där ligger fokus på att Herakles, när han sökte efter hinden, besökte hyperboréerna och av dem fick flera olivträd som han planterade i Olympia. Dessa var de träd som sedan användes till att göra olivkransar åt vinnarna i de olympiska spelen.